# Lycée Sainte-Catherine de Lübeck

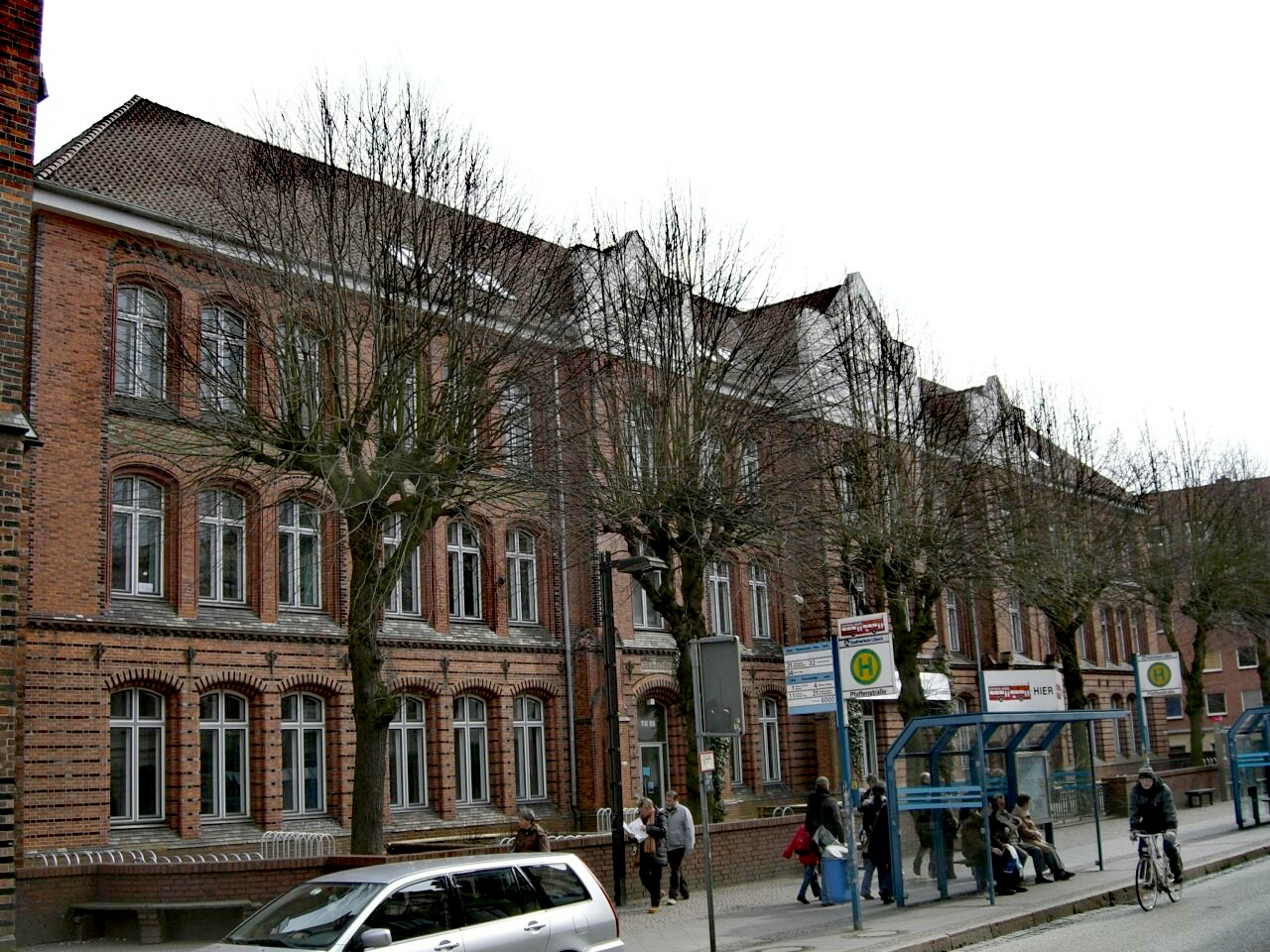
Le Katharineum de Lübeck en 2006.

Le Katharineum est un gymnasium fondé en 1531 à Lübeck et qui délivre un enseignement du latin et de la pensée humaniste. 
L'école Katharineum a été ouverte à l'époque de la Renaissance dans les bâtiments du couvent Sainte-Catherine dont elle a pris le nom et qui était tenu auparavant par les franciscains. Elle est fondée au moment où la Réforme protestante réorganisait l'enseignement en Allemagne, sous la conduite de Johannes Bugenhagen. Le théologien Hermann Bonnus est le premier recteur de cette nouvelle école. 
Les élèves y apprenaient le latin médiéval ainsi que le grec ancien. L'étude du français a été introduite au Katharineum au milieu du XIXe siècle.
Thomas Mann et son frère Heinrich Mann, tous deux anciens élèves du Katharineum, le décrivent dans leur oeuvre : le Katharineum est le modèle de l'école que fréquente Hanno dans le roman Les Buddenbrook de Thomas Mann, ainsi que de l'institution où enseigne le professeur Unrat dans Professor Unrat oder das Ende eines Tyrannen de Heinrich Mann,.

## Anciens élèves
- Werner Bergengruen
- Hans Blumenberg
- Mathieu Carrière
- Ernst Curtius
- Emanuel Geibel
- Arthur von Gerlach
- Otto Grautoff
- Joachim Jung
- Georg Kaibel
- Heinrich Mann
- Thomas Mann
- Erich Mühsam
- Gustav Radbruch
- Alfred Rücker
- Felix Schmidt
- Werner von Siemens
- Theodor Storm

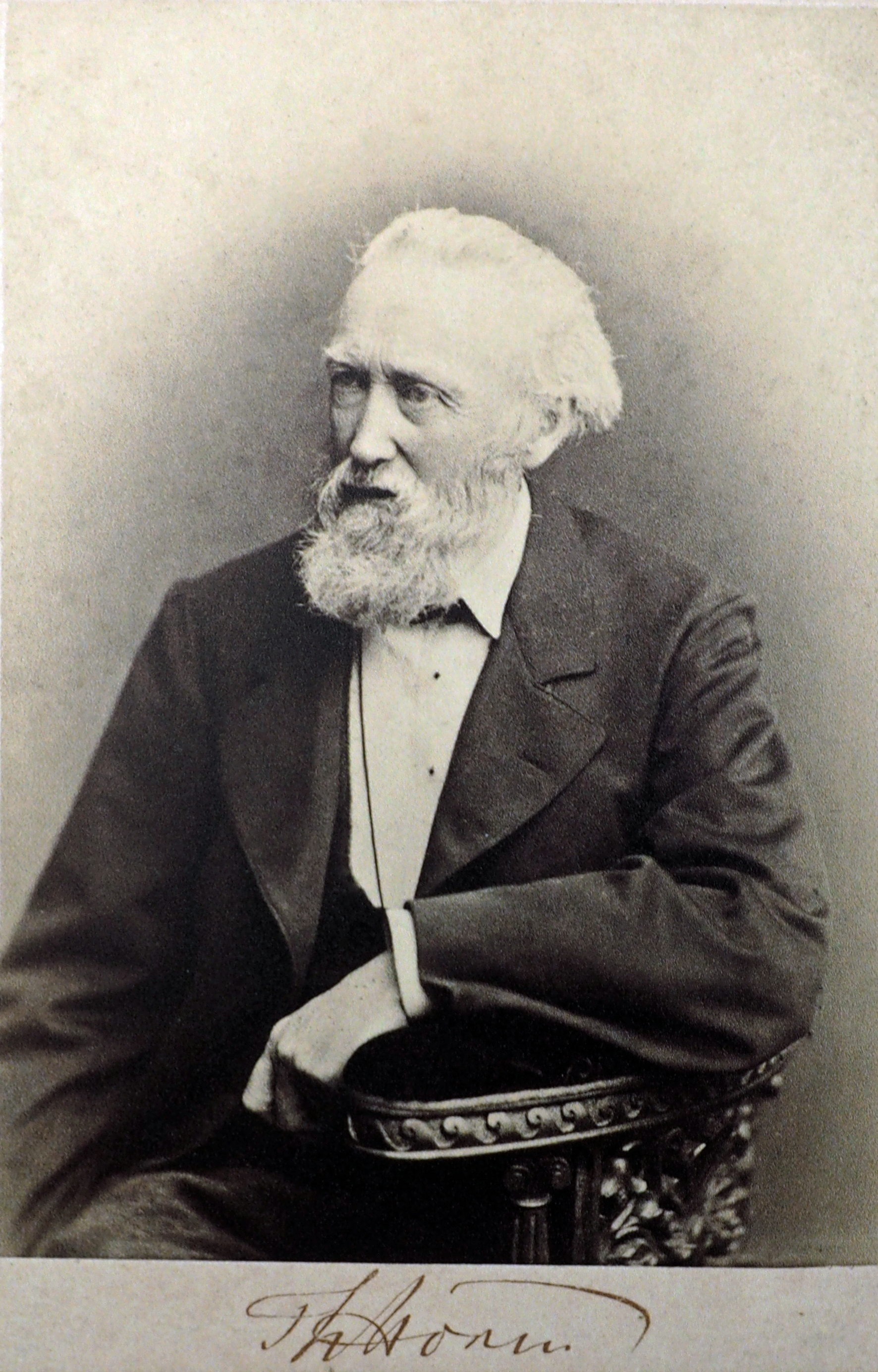
Theodor Storm.
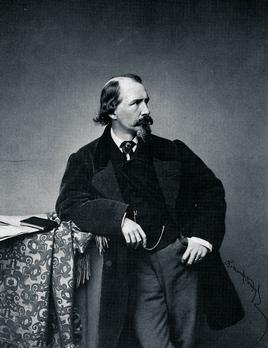
Emanuel Geibel vers 1860.
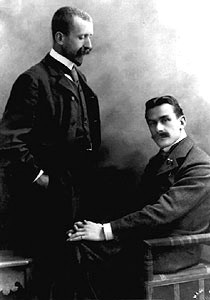
Heinrich et son frère Thomas vers 1900.
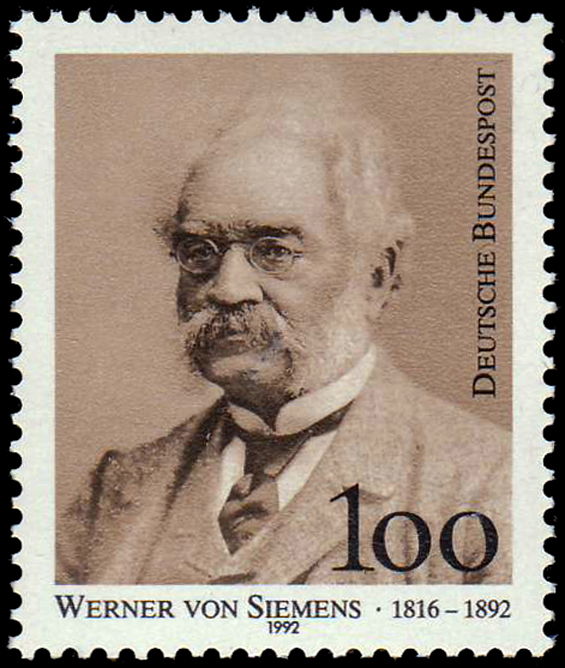
Werner von Siemens.

## Anciens enseignants
- Hermann Bonnus (1504-1548), théologien, premier recteur du Katharineum en 1531 ;
- Johannes Classen (1805-1891), philologue, enseignant de grec, latin, allemand et histoire de 1833 à 1852 ;
- Martin Lipenius (1630-1692), bibliographe, co-recteur de 1673 à sa mort ;
- Karl Ploetz (1819-1881), auteur de manuels scolaires dont le Große Ploetz, premier professeur de français de 1848 à 1852.

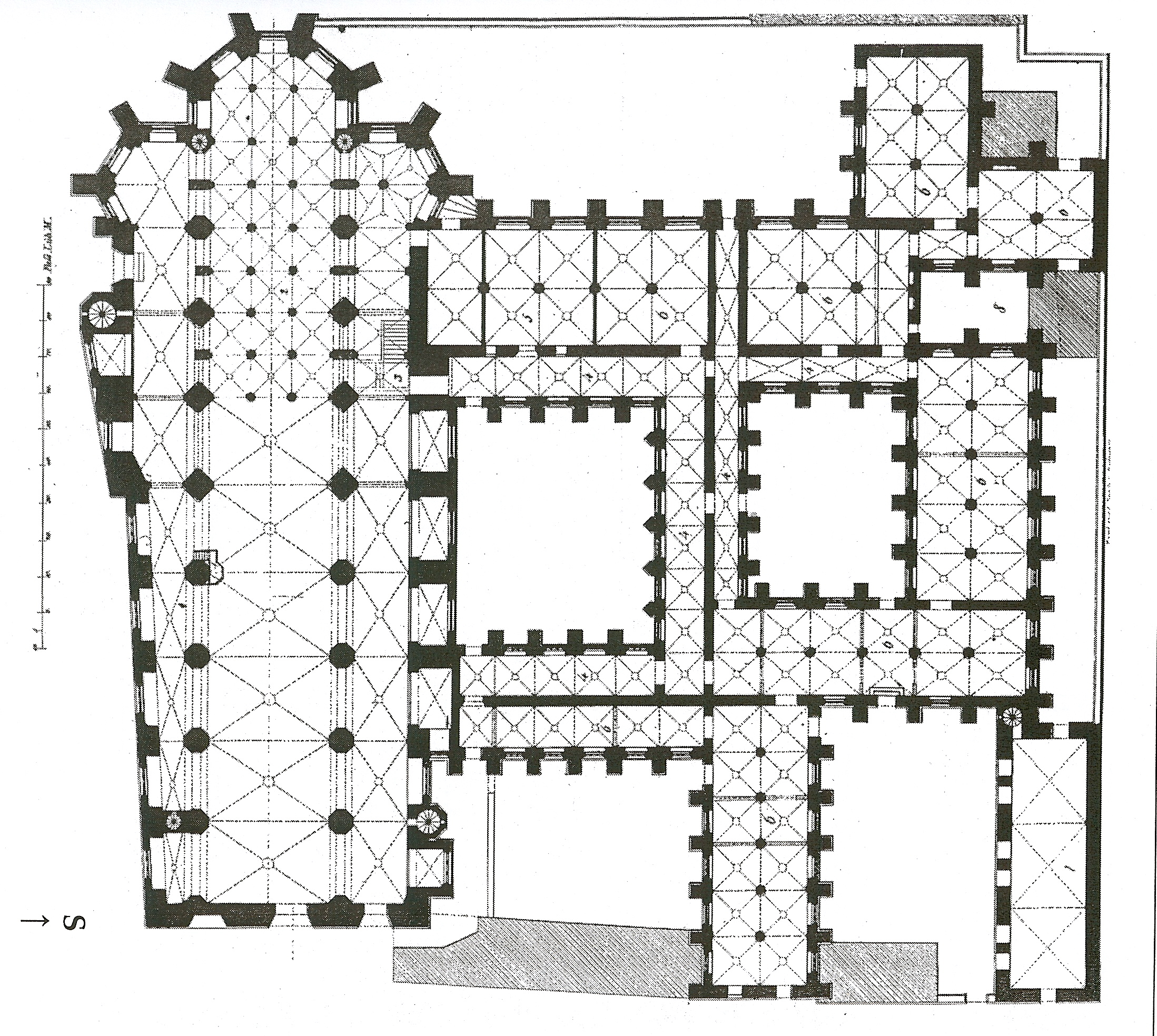
Plan du Katharineum en 1832, dans Denkmale der altdeutschen Backsteinbaukunst zu Lübeck.